# Metasynaptops lateralis
Metasynaptops lateralis là một loài bọ cánh cứng trong họ Attelabidae. Loài này được Lea miêu tả khoa học năm 1909.